# Divna Veković
Divna Veković (Lužac, Berane község, Montenegrói Fejedelemség 1886 – Zidani Most és Ógradiska között, Jugoszlávia, 1944 (vagy 1945)) az első montenegrói orvosnő, valamint műfordító és író.

## Élete
Szülei Tole és Urosa Veković voltak. A Đurđevi Stupovi kolostorban, majd a szkopjei és cetinjei felsőbb lányiskolában tanult. A Mária Cárné Intézet ösztöndíjával Franciaországba utazhatott. Amiensben elvégzett egy bábaiskolát, majd a Sorbonne Egyetemen orvostudományt tanult, közben két éves fogorvosi képzésben is részesült.
Az első világháború alatt a makedóniai fronton a Vöröskeresztnek dolgozott. Számos humanitárius kampányt szervezett, hogy élelmiszereket és gyógyszereket gyűjtsön. I. Péter szerb király a Karagyorgyevics Csillag érdemrenddel tüntette ki. 
Jegyben járt Đukan Pešić katonatiszttel, de a férfi elesett a háborúban. Menyasszonya hű maradt emlékéhez, és soha nem ment férjhez.
Orvosi munkája mellett Veković elsőként fordította francia nyelvre az 1847-ben megjelent Gorski Vijenac című nemzeti eposzt. I. Miklós montenegrói király ezért egy értékes melltűt adományozott neki a szerző képmásával. A fordításhoz Henri de Régnier költő, a Francia Akadémia tagja írt előszót. Lefordította továbbá Jovan Jovanović Zmaj (1833–1904) gyermekorvos és költő műveit és Vuk Stefanović Karadžić (1787–1864) meséit és mondáit. Több szótárat szerkesztett, amelyek Párizsban és Belgrádban jelentek meg. Nyelvészeti munkásságáért a francia Becsületrend keresztjével tüntették ki. Jelentek meg etnológiai munkái is. A szerb és francia mellett olaszul, angolul és oroszul is beszélt. 
1926-ban a Belgrádi Egyetemen egy érsebészetről szóló dolgozattal szerzett diplomát. A beranei gimnáziumban is tanított.
A második világháború idején az egészségügyben dolgozott, és ismét humanitárius akciókat szervezett. A tárgyalások során jó hasznát vette nyelvtudásának.
A háború végén hunyt el tisztázatlan körülmények között. A szóbeszéd szerint partizánok ölték meg a szlovéniai Zidani Most környékén, és holttestét a Szávába dobták.
Az ő nevét viseli a Đurđevi Stupovi kolostor népkonyhája.

## Főbb művei
- «Крвни умир». [disszertáció] Belgrad 1926, 1931.
- «Француска граматика». (Grammaire franco-serbe). Paris 1916.
- «Српско-француски разговори». – Manuel de conversation serbe-français. Rodstein, Paris 1916.
- Dictionnaire serbe-français (avec prononciation figurée). Rodstein, Paris 1917.
- «Француско-српски речник». – Dictionnaire français-serbe. Rodstein, Paris ohne Jahr.
- «Француско-српски речник. награђен од стране Француске Академије наука». (Francusko-srpski rečnik) Геца Кон, Belgrad 1924.
- «Српско-француски речник. награђен од стране Француске академије наука». Геца Кон, Belgrad 1924.
- Francuski učitelj za jugoslovenske iseljenike u Francuskoj. – Guide de la langue française pour les Yougoslaves (conversation et grammaire). Les Éditions internationales, Paris 1937.
- Vie et coutumes du peuple serbe. In: Ethnographie. No. 17/18 (1928), S. 9–29.
- Costume national de la Tzrna Gora de Skoplyé. Société d'ethnographie de Paris, Paris 1936.

Fordításai
- Petar Pétrovitch-Niegoch: Les Lauriers de la Montagne (Gorski Viyénatz). Berger-Levrault, Paris 1917.

## Fordítás
Ez a szócikk részben vagy egészben  a   Divna Veković című német Wikipédia-szócikk ezen változatának fordításán alapul.  Az eredeti cikk szerkesztőit annak laptörténete sorolja fel. Ez a jelzés csupán a megfogalmazás eredetét és a szerzői jogokat jelzi, nem szolgál a cikkben szereplő információk forrásmegjelöléseként.

## Forrás
- Marina Martinović, Vladimir Jokanović:  Divna Veković (1886-1944)--the first woman physician in Montenegro.  Medicinski Pregled,  LIX. évf.  7–8. sz. (2006. július)